# Секст Палпеллий Гистр
Секст Палпе́ллий Гистр (лат. Sextus Palpellius Hister; умер после 50 года) — римский военный деятель периода ранней Римской империи, консул-суффект 43 года.

## Биография
О происхождении Палпеллия известно лишь, что он или его отец, носивший преномен «Публий», являлся уроженцем Pietas Iulia — крупнейшего торгового города Истрии, и был закреплён за Велинской трибой. 
О самой гражданской карьере Секста известно благодаря одной надписи, обнаруженной в его родном городе и посвящённой ему неким Гаем Прецием Феликсом, родившимся в Неаполе. Из неё следует, что Гистр был другом императора Августа и сопровождал в качестве легата его пасынка Тиберия в ходе кампании против германцев (между 9 и 11 гг.), носившей характер карательной экспедиции за побоище римлян в Тевтобургском лесу. После Палпеллий стал военным трибуном-латиклавием XIV легиона «Близнецов», дислоцировавшегося в Могонтиаке, в Верхней Мёзии (лат. Germania Superior), а чуть позже — децемвиром по гражданским судебным делам (лат. decemvir stlitibus iudicandis). Предположительно, в это же время он поочерёдно исполнял обязанности квестора, народного трибуна и претора, что позволило ему, уже при Тиберии, стать управляющим провинцией преторского уровня (впрочем, какой именно, в надписи не указано).
Возможно, в связи с событиями заговора Луция Элия Сеяна, имевшими место в 31 году, дальнейшее продвижение Гистра по карьерной лестнице прервалось. Только с приходом к власти в Риме Клавдия он назначается последним на должность консула-суффекта совместно с Луцием Педанием Секундом, которую они занимали с марта по июль 43 года. По окончании консульской каденции Клавдий направил Палпеллия в Паннонию с полномочиями императорского легата-пропретора для стабилизации ситуации в провинции. Здесь Гистр с одним легионом и отрядами вспомогательных войск, по указанию Клавдия, оказывал содействие союзному Риму опальному царю свевов Ваннию, против которого восстали соплеменники и соседние народы. О дальнейшей его судьбе ничего не известно; возможно, Секст погиб в одной из стычек с местными племенами в ходе этого междоусобного конфликта.